# Linha de Évora
A Linha de Évora é uma linha férrea que liga a Linha do Alentejo, em Casa Branca, à cidade de Évora, em Portugal. Considerada, no princípio, como um ramal do Caminho de Ferro do Sul, o seu propósito inicial era ligar a Margem Sul do Tejo à Linha do Leste, passando pela cidade de Évora, ficando, assim, toda aquela zona do Alentejo com uma ligação a Lisboa e à fronteira com Espanha, através da Linha do Leste. O primeiro troço, até Évora, foi inaugurado em 14 de Setembro de 1863, tendo a linha chegado até Estremoz em 22 de Dezembro de 1873, e a Vila Viçosa em 2 de Agosto de 1905. O troço entre Estremoz e Vila Viçosa seria, posteriormente, desagregado da Linha de Évora e encerrado, enquanto que a secção entre Évora e Estremoz deixou de ter serviços de passageiros em 1 de Janeiro de 1990, tendo a sua exploração sido terminada em 2009, e oficialmente desclassificada em 2011.

## Caracterização

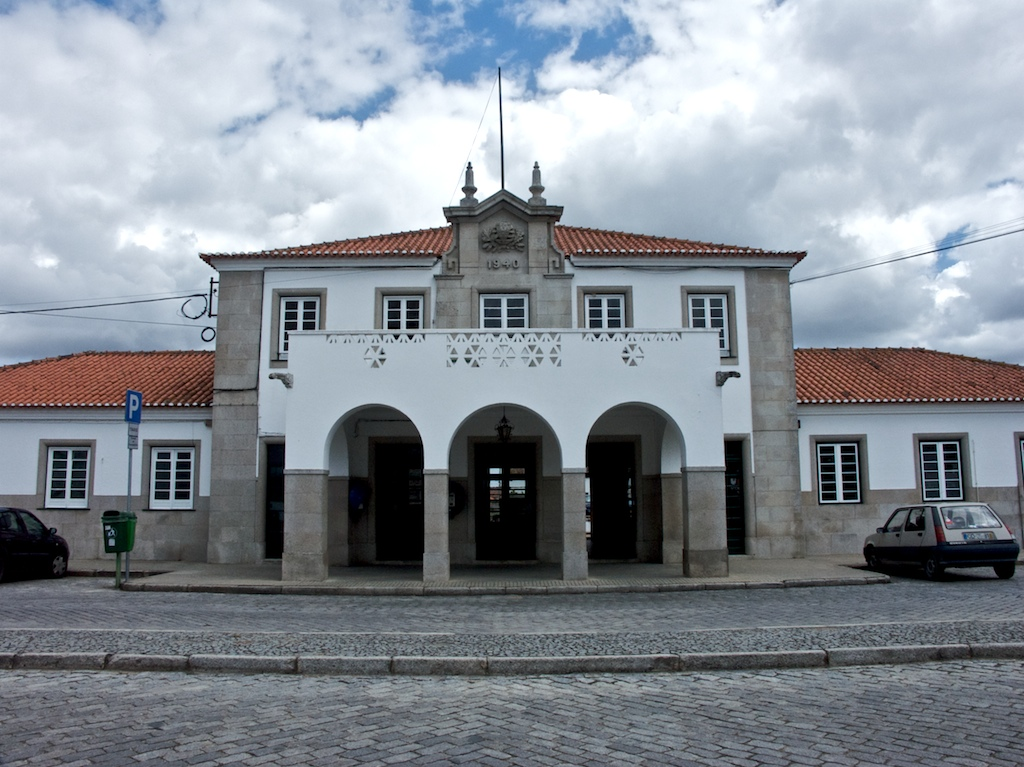
Estação de Évora, ao PK 116 da Linha de Évora.

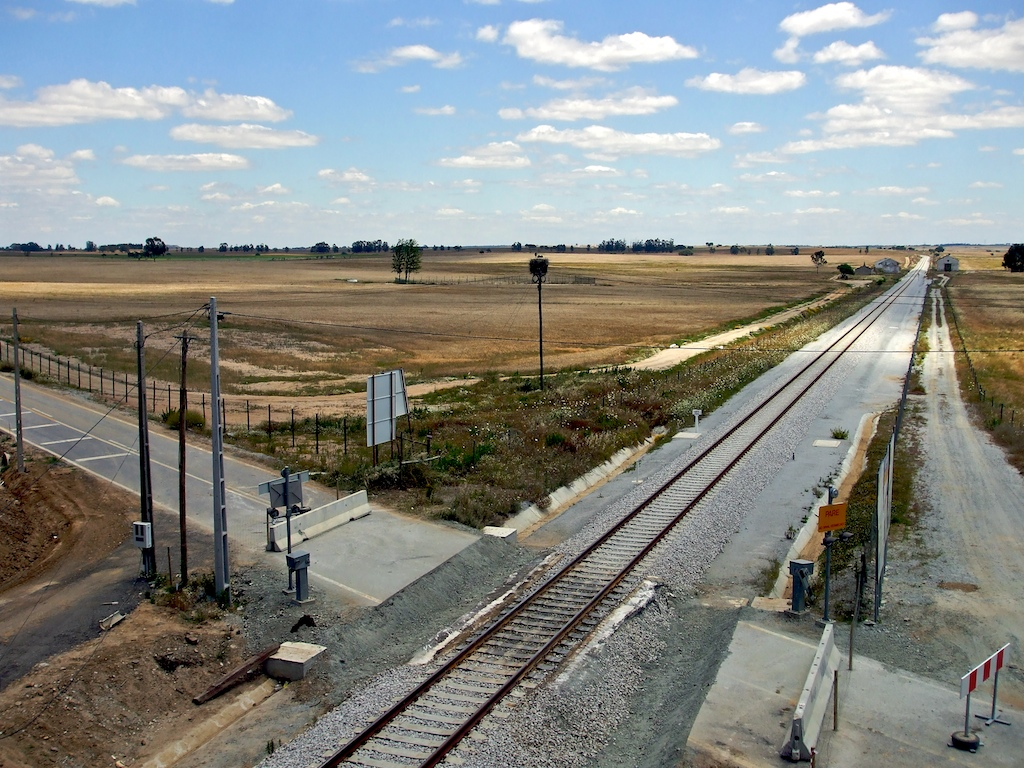
Aspecto da Linha de Évora perto da antiga estação de Tojal

A linha atravessa os concelhos de Montemor-o-Novo, Évora, Arraiolos e Estremoz.

## História

### Século XIX

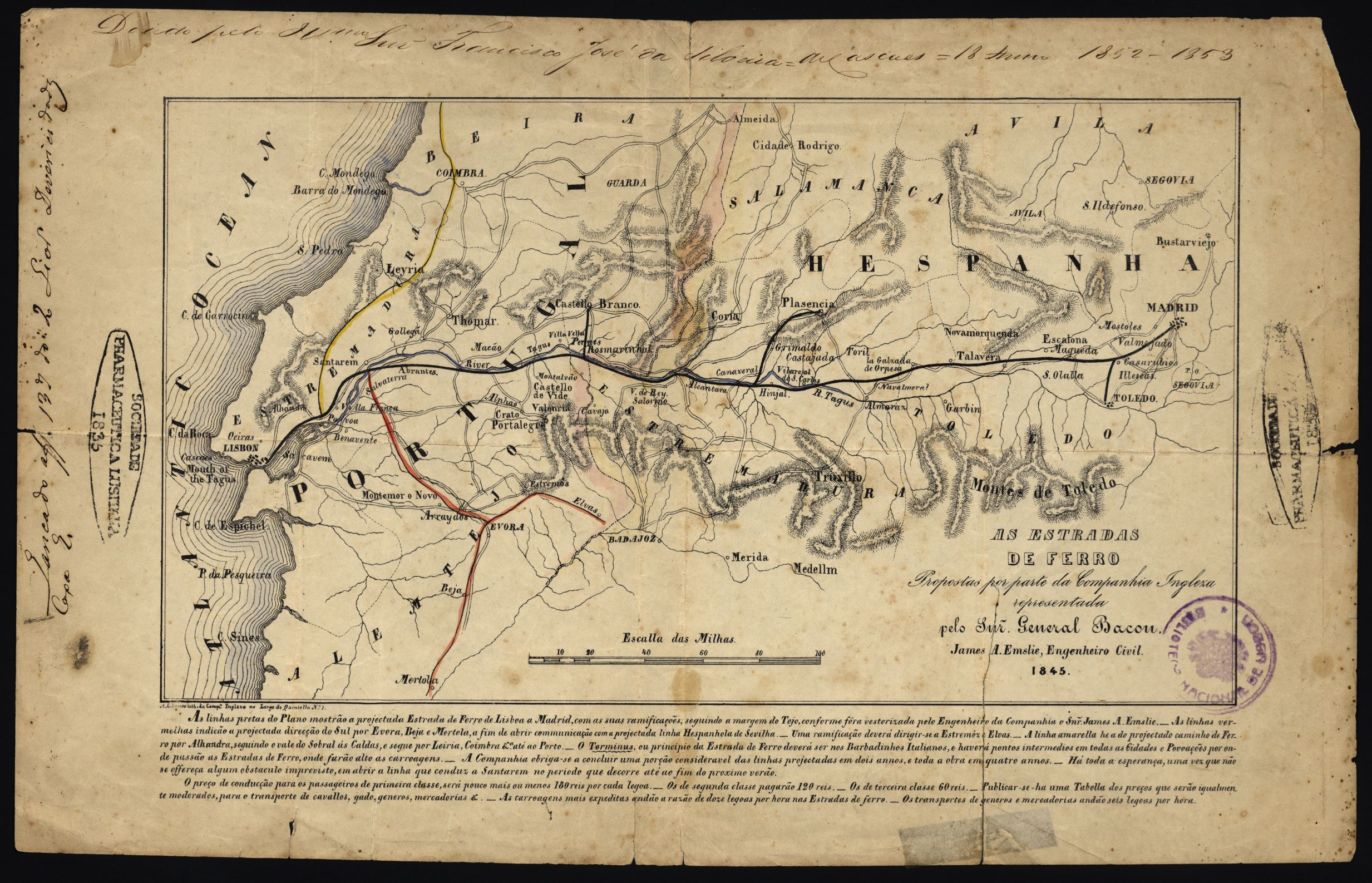
Mapa com os planos ferroviários de 1845, incluindo parte da linha de Santarém a Sevilha, por Évora, Beja e Mértola

#### Antecedentes e primeiros projectos
Até meados do século XIX, os meios de transporte em Portugal estavam muito subdesenvolvidos, sendo morosos e caros, e insuficientes para a crescente procura, constituindo um importante obstáculo ao desenvolvimento das regiões. O principal meio de transporte era a navegação, através de rios ou seguindo a costa, mas estes métodos tinham pouco alcance, especialmente nas zonas mais no interior, que estavam totalmente dependentes da deficiente rede viária. Por exemplo, um dos mais importantes eixos em território nacional era a Rota do Trigo Alentejano, que seguia por estrada de Évora a Alcácer do Sal, utilizando depois embarcações até Lisboa. A principal estrada na margem Sul ligava Aldeia Galega do Ribatejo a Badajoz, sendo utilizada por malas-postas e diligências do correio. Na década de 1840 iniciaram-se os primeiros esforços para a instalação dos caminhos de ferro em Portugal, tendo sido planeadas várias linhas, ligando Lisboa ao Porto e a Espanha; uma destas linhas terminaria em Sevilha, passando por Évora, Beja e Mértola, com um ramal para Estremoz e Elvas. Estes projectos, que deviam ter sido realizados pela Companhia das Obras Públicas de Portugal, não chegaram a ser iniciados devido à instabilidade política e social verificada em 1846, tendo a Companhia sido liquidada apenas alguns anos depois.

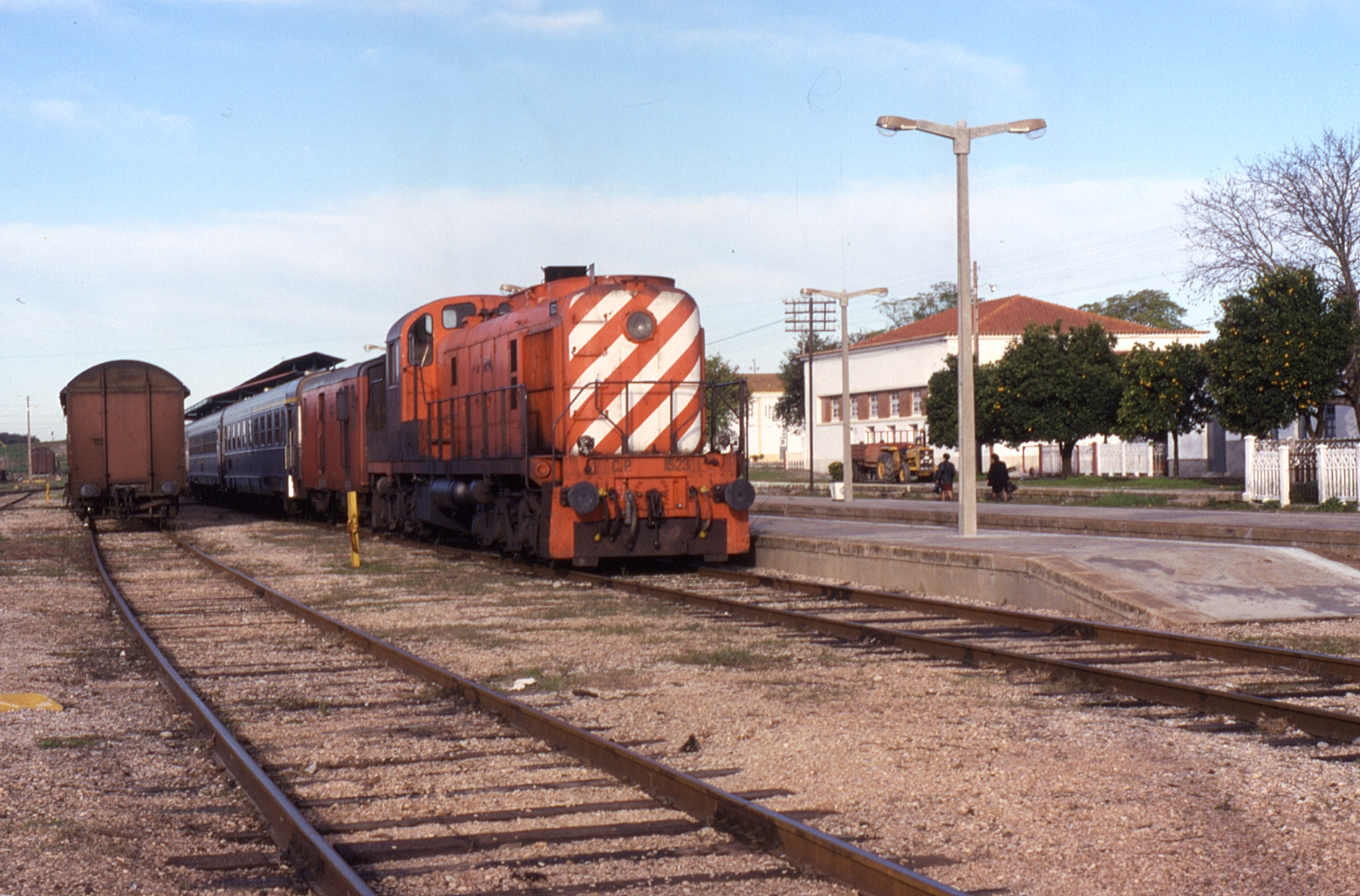
Estação de Casa Branca, em 1993

#### Ligação até Évora

##### Primeira fase
A situação política melhorou com a Regeneração, tendo-se reiniciado os planos para o desenvolvimento dos meios de transporte em Portugal, incluindo os caminhos de ferro. Um dos novos projectos lançados pelo governo foi o de uma linha férrea desde a Margem Sul do Tejo até Vendas Novas, localidade de onde partiam várias estradas importantes para o Sul do país. Inicialmente, pensou-se apenas em instalar um caminho de ferro ligeiro, do tipo americano, mas esta ideia foi-se desenvolvendo, acabando por se tornar num projecto de comboio pesado, que ligaria igualmente as cidades de Évora e Beja. A partir de Évora, podia-se continuar a via férrea até Elvas, onde se uniria com o Caminho de Ferro do Leste.
Em 19 de Abril de 1854, foi apresentada uma consulta do Conselho Nacional de Obras Públicas, sobre um projecto do Marquês de Ficalho e de José Maria Eugénio de Almeida, como representantes da Companhia Nacional dos Caminhos de Ferro ao Sul do Tejo, para construir uma ligação ferroviária entre Aldeia Galega (actual (Montijo) e Vendas Novas. Em 24 de Julho desse ano, foi assinado um contrato com o governo para construir e explorar este caminho de ferro, e que previa desde logo que a linha fosse continuada até Beja, com ramais para Évora e Setúbal. O primeiro troço, entre o Barreiro e Bombel, foi inaugurado no dia 15 de Junho de 1857, com uma bitola de 1,44 metros. No entanto, em Junho de 1859, o governo apresentou ao parlamento uma nova proposta de lei para a construção das linhas de Vendas Novas até Beja e Évora, mas com bitola ibérica, por ser essa a utilizada em Espanha. Este empreendimento foi corporizado na lei de 8 de Julho de 1859, ao abrigo da qual se abriu o concurso para as duas linhas. Porém, não surgiram quaisquer concorrentes, pelo que o estado consignou estas obras a um grupo de empresários ingleses, que formaram, para este fim, a Companhia dos Caminhos de Ferro do Sueste. O contrato estipulou que o troço deveria ser construído em via única, mas deveria estar desde logo pronto para receber via dupla, que seria adoptada quando a receita bruta fosse superior a 4.800 réis por quilómetro, sendo a concessão para este troço de 99 anos, podendo o governo resgatá-la ao fim de quinze anos. O governo concedeu ainda a isenção de impostos alfandegários sobre os materiais de construção durante a duração das obras, e sobre o material circulante até dois anos após as obras. Segundo o contrato, a linha entre Vendas Novas e Beja e Évora tinha de estar concluída em três anos após o início do contrato, senão o estado tomaria conta da companhia e colocaria os bens em hasta pública. Em 29 de Maio de 1860, foi publicada uma carta de lei, com o contrato para a construção da ligação ferroviária entre Vendas Novas, Beja e Évora, devendo o entroncamento das vias ser realizado em Santiago do Escoural; o local de entroncamento foi posteriormente alterado para Casa Branca, porque permitia uma ligação mais rápida entre Beja e Vendas Novas. As vias deviam ser construídas utilizando bitola ibérica (1,67 m), e seria prestado apoio financeiro pelo modo de subvenção quilométrica. Em 23 de Janeiro de 1861, a Companhia ao Sul do Tejo ligou Bombel a Vendas Novas, onde a sua congénere já tinha iniciado as obras na direcção de Beja e Évora com bitola ibérica, fazendo com que esta estação ficasse com vias de bitolas diferentes, impedindo o trânsito ferroviário e obrigando os passageiros e carga a transbordos.

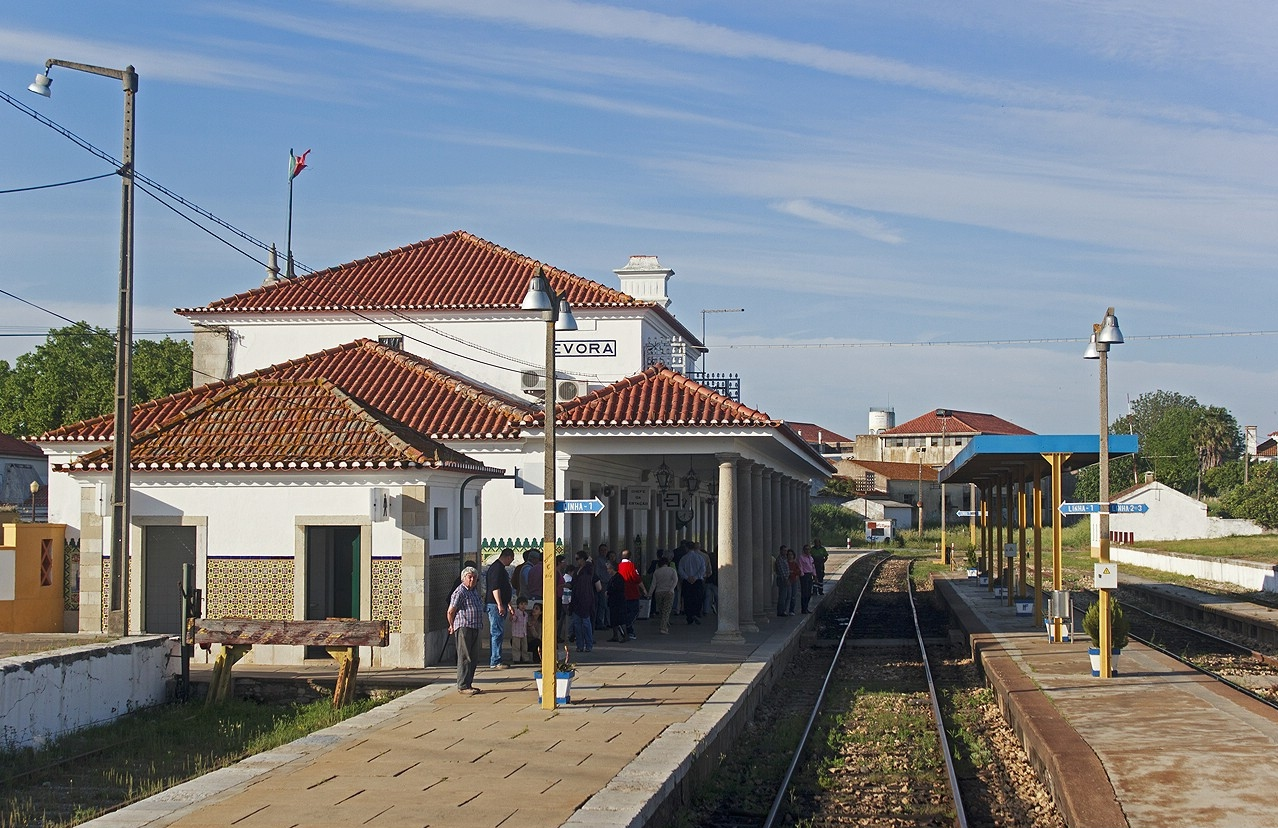
Estação de Évora, em 2010

##### Segunda fase
Após a ligação em Vendas Novas, o engenheiro francês Wattier criticou o traçado do Caminho de Ferro do Sul, acreditando que uma só linha seria insuficiente para cobrir de forma satisfatória todo a região do Baixo Alentejo; por outro lado, alegou que o troço já executado tinha sido construído de forma deficiente, incapaz de suportar material circulante mais pesado. Propôs igualmente que, em vez de se continuar o Caminho de Ferro do Sul além de Vendas Novas, devia-se construir uma linha ao longo do Rio Sado, que depois seguisse um dos afluentes que passassem junto à cidade eborense; desta forma, ficaria melhor servida a região, enquanto que o Alto Alentejo seria coberto pelo Caminho de Ferro do Leste. Wattier previu que a directriz escolhida para a rede ferroviária no Alentejo, e as condições em que as operações teriam de ser feitas, não seriam economicamente viáveis, tendo a empresa exploradora de ser fortemente apoiada pelo estado; com efeito, esta visão seria confirmada apenas alguns anos depois, pelo fracasso da Companhia dos Caminhos de Ferro do Sueste. A rede ferroviária no Alentejo também foi condenada pelo engenheiro Sousa Brandão, que estudou a rede a Sul do Rio Tejo, e que considerou que «a disposição das linhas férreas do Alemtejo, sem ser inteiramente desvantajosa, poderia ser mais racional». Como consequência da falta de planeamento concreto, foram tomadas algumas decisões que seriam posteriormente criticadas, principalmente o facto da ligação a Évora ser feita por um ramal da Linha do Sul, em vez de se fazer passar o caminho de ferro directamente pela cidade; desta forma, não se pôde estabelecer uma união directa com Beja, prejudicando as relações entre as duas cidades.
A linha até Évora foi aberta em 14 de Setembro de 1863. A construção da linha até Évora inseriu-se no âmbito da primeira grande fase de instalação das linha férreas em Portugal, que correspondeu às décadas de 1850 e 1860.
Originalmente, os primeiros dez quilómetros da Linha de Évora foram construídos utilizando carris de ferro no formato T duplo assimétrico (Champignon simples), com um peso de 30 Kg por metro, e seguros por coxins. Estes carris vinham dos lanços do Barreiro até Vendas Novas e Setúbal, tendo sido substituídos por outros mais resistentes quando se alargou a bitola. No restante troço até Évora, os carris eram do tipo T duplo simétrico (Champignon duplo) de 37 Kg por metro, e seguro por coxins de ferro fundido. Este sistema era conhecido pela sua robustez, permitindo grandes velocidades nos lanços em melhores condições de planta e perfil, incluindo na Linha de Évora, mas tinha o grave inconveniente dos coxins se fracturarem com muita facilidade em caso de acidente, pelo que ao fim de pouco tempo os carris de ferro foram substituídos por outros de aço. Assim, as vias na rede ferroviária do Sul e Sueste passaram a estar equipadas com carris de aço do tipo Vignole de 30 Kg por metro, que no entanto eram mais fracos e menos resistentes à corrosão.

Estação de Estremoz, em 2008.

#### Ligação a Estremoz
De forma a uniformizar as vias em todo o percurso, o governo nacionalizou a Companhia ao Sul do Tejo, e concessionou as antigas linhas desta empresa à Companhia do Sueste, segundo um contrato provisório de 21 de Abril de 1864, documento que também preconizou a continuação da Linha de Évora até ao Crato, na Linha do Leste. passando por Estremoz. Este prolongamento iria aliviar o problema da deficiente rede viária da região, impulsionar o seu potencial mineiro, e facilitar as ligações ao exterior, principalmente a Espanha e França. O contrato definitivo foi lavrado em 11 de Junho do mesmo ano, iniciando-se em seguida os trabalhos no troço entre Évora e Estremoz, que deveria ser a primeira parte do futuro prolongamento ao Crato. No entanto, os problemas financeiros da companhia impediram que esta realizasse os pagamentos devidos ao estado, pelo que em 1869 as linhas foram postas em hasta pública. O estado ficou com a posse das linhas, embora a exploração das mesmas tenha continuado a ser feito pela Companhia; foi neste regime que foi aberto o troço até à estação provisória de Estremoz (futura estação de Ameixial), em 22 de Dezembro de 1873. As obras não puderam ser continuadas a partir deste ponto, devido a uma portaria de 1864, que estipulava que a Linha de Évora não poderia ser construída dentro da área de protecção de 40 Km da Linha do Leste. Ainda assim, a abertura da Linha de Évora até Estremoz veio potenciar consideravelmente a economia da região. Esta obra inseriu-se na segunda fase de construção de caminhos de ferro em Portugal, nas Décadas de 1870 a 1880.
Em 6 de Outubro de 1898, retomou-se o planeamento para a continuação da Linha de Évora até à Linha do Leste, tendo o local de entroncamento sido alterado do Crato para Elvas, através de Vila Viçosa.

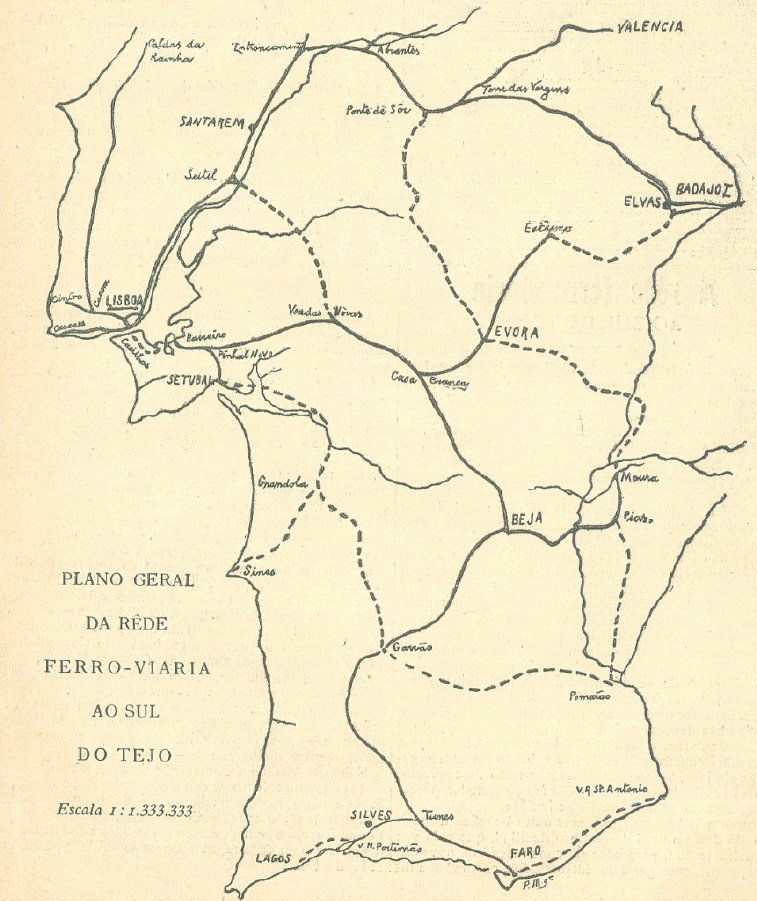
Mapa do Plano da Rede ao Sul do Tejo, mostrando o projecto de Estremoz a Elvas por Vila Viçosa

#### Ligação a Zafra
Em 1884, uma comissão luso-espanhola defendeu a construção de uma linha férrea entre Évora e Zafra, passando por Cheles, mas as obras nunca chegaram a avançar, tendo a linha sido definitivamente cancelada por um decreto-lei de 30 de Abril de 1930, que regulou as ligações ferroviárias internacionais.

### Século XX

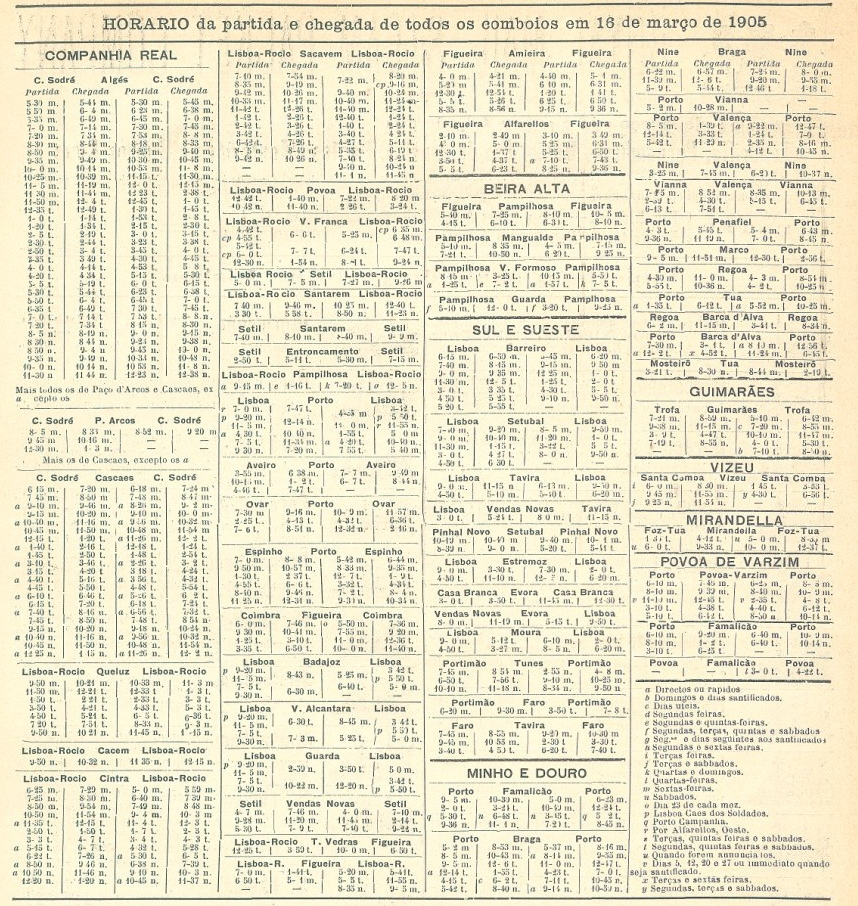
Horários dos comboios em Março de 1905, mostrando serviços de Lisboa (Barreiro) a Estremoz (Ameixial), e de Casa Branca a Évora

#### Década de 1900
Em 27 de Novembro de 1902, um decreto classificou a continuação da linha até Elvas por Vila Viçosa, e a ligação entre Évora e Ponte de Sor.
Na transição para o século XX, e na sequência dos problemas encontrados com os carris de 30 kg, o conselho de administração dos Caminhos de Ferro do Estado começou a estudar a renovação das suas vias férreas, tendo sido introduzidos novos carris de 36,4 kg por metro, que seriam utilizados nas linhas principais, de maior movimento, enquanto que os antigos carris que ainda se aproveitassem seriam empregues nas novas linhas em construção. O projecto para a renovação das vias foi aprovado por um despacho ministerial de 1 de Abril de 1901.
Em 1903, na Linha de Évora circulavam quatro serviços mistos, a velocidades de 28 e 29 km/h., e um grande número de comboios de mercadorias. No Outono de 1903, João Franco fez várias viagens de comboio a diversos pontos do país para fazer propaganda, tendo um dos destinos sido Évora.
Em 2 de Agosto de 1905, foi inaugurado o troço até Vila Viçosa. A linha não chegou a ser construída além deste ponto, devido à oposição da Companhia Real dos Caminhos de Ferro Portugueses, proprietária da Linha do Leste, e das autoridades militares, que consideravam uma segunda linha a partir da ligação internacional em Elvas como uma potencial ameaça à segurança nacional. Assim, a continuação até Elvas foi eliminada pelo Plano Geral da Rede Ferroviária, aprovado pelo Decreto n.º 18190, de 28 de Março de 1930.
Em 11 de Julho de 1908, foi inaugurado na sua totalidade o Ramal de Mora, que ligava Évora a Mora.

#### Décadas de 1910 a 1930
Durante o período da Primeira República, a linha foi muito utilizada por excursões turísticas à cidade de Évora. Em 14 de Maio de 1911, foi organizado um comboio especial para transportar os participantes no IV Congresso Internacional de Turismo, em Évora. Em 8 de Janeiro desse ano, durante uma greve dos ferroviários, a população armada invadiu a estação de Évora e prendeu os funcionários que estavam ao serviço, que foram depois libertados.
Em 19 de Fevereiro de 1918, Sidónio Pais viajou num comboio especial até Évora, para uma visita à cidade.
Em 1917, foram suprimidos vários comboios nesta linha, devido à escassez de carvão. Em 5 de Abril de 1927, foi inaugurado o ramal de Évora a Reguengos de Monsaraz. Em 1934, a Companhia dos Caminhos de Ferro Portugueses instalou uma linha telefónica entre as estações de Vendas Novas e Évora.
Na década de 1930, a Companhia levou a cabo um programa de substituição de pontes metálicas, que incidiu por toda a rede ferroviária, incluindo a Linha de Évora. Desta forma, em Abril de 1936, a Direcção Geral de Caminhos de Ferro autorizou o projecto para a substituição de um pontão, no PK 158,712, e em Julho do mesmo ano aprovou a substituição do pontão metálico no PK 161,276. Em Janeiro de 1937, a Gazeta dos Caminhos de ferro noticiou que o Ministério das Obras Públicas e Comunicações tinha aprovado o plano para trocar os tabuleiros metálicos do pontão ao PK 158,924.

### Década de 1940
Em 21 de Janeiro de 1949, foi totalmente inaugurado o Ramal de Portalegre, que ligava Estremoz a Portalegre-Gare, unindo desta forma as linhas de Évora e do Leste.

#### Década de 1990
O troço entre Évora e Estremoz deixou de ter serviços de passageiros em 1 de Janeiro de 1990. Nesse ano, iniciam-se os serviços InterCidades entre o Barreiro, Beja e Évora.

### Século XXI

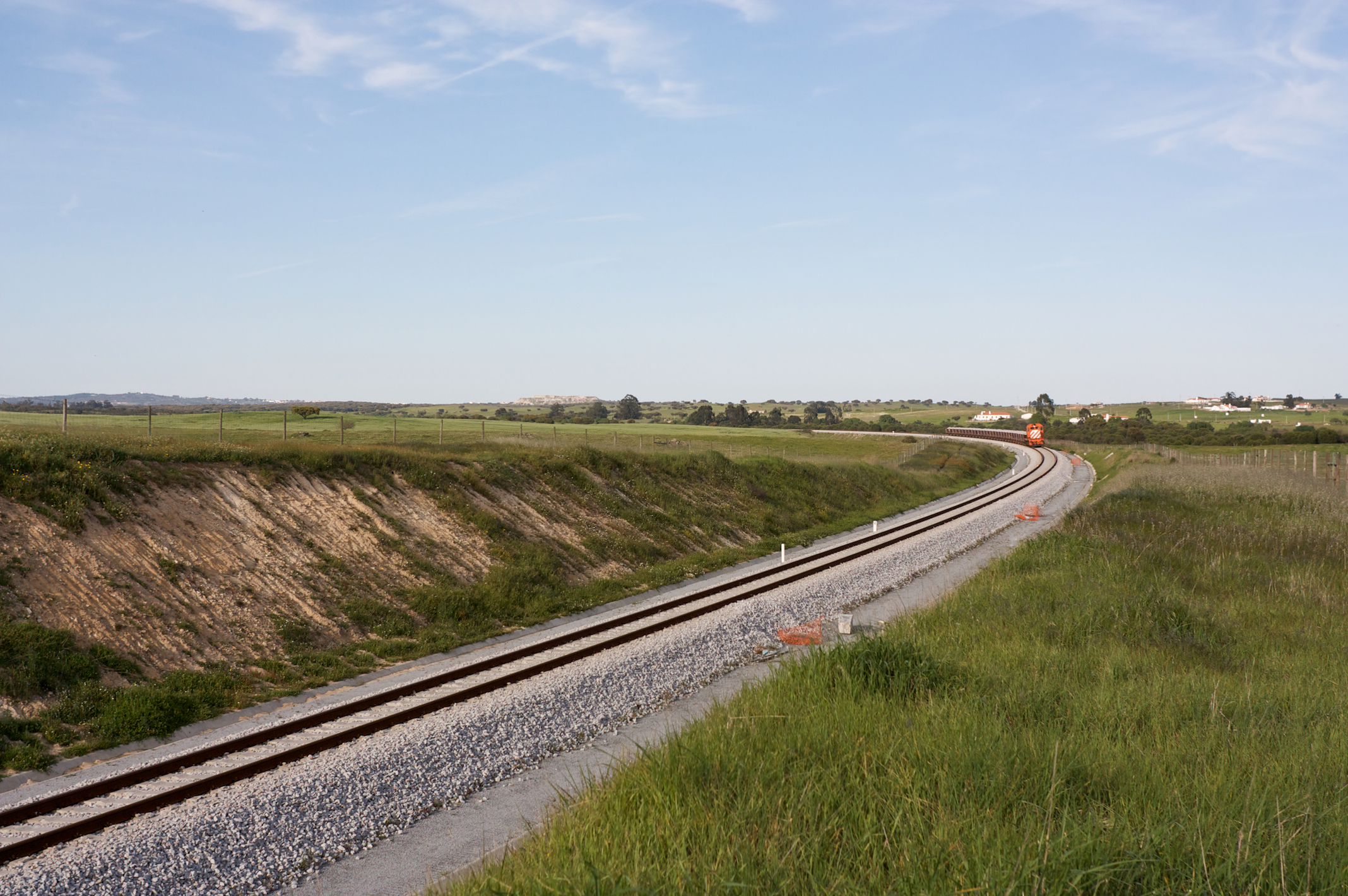
Vista da Linha de Évora, perto da antiga estação do Tojal, em Abril de 2010. Neste troço, a via foi modernizada em 2006 e eletrificada em 2011.

Em 9 de Fevereiro de 2006 a circulação na Linha de Évora foi suspensa para que o troço entre Casa Branca e Évora fosse sujeito a profundas obras de modernização. O estudo de impacto ambiental da modernização foi concluído em Fevereiro de 2005 e as obras foram adjudicadas em Agosto do mesmo ano a um consórcio composto pelas empresas Mota Engil e Ferrovias por 10 milhões de euros. As obras consistiram na renovação integral da via e plataforma, com substituição dos carris, travessas e balastro, assim como a correção de curvas e supressão de passagens de nível. Na altura estava previsto que o troço Casa Branca–Évora ia fazer parte de uma linha projetada mais longa entre o porto de Sines, Casa Branca, Évora e a fronteira do Caia (que entre Évora e o Caia seria paralela à também projetada Linha de Alta Velocidade Lisboa-Madrid), pelo que na renovação do troço Casa Branca–Évora foram aplicadas travessas de betão monobloco com capacidade para três carris de modo a que, no futuro, este troço pudesse ter via algaliada com bitola ibérica e europeia. A Linha de Évora reabriu em 5 de Novembro de 2006; nesse dia começou a funcionar um serviço Intercidades entre Lisboa e Évora, com três comboios em cada sentido.
Em 2009, deixou de ser explorado o troço entre Évora e Estremoz, tendo sido oficialmente desclassificado em 2011. Em 14 de Junho de 2010, foi suspenso o tráfego na Linha de Évora pela segunda vez, de forma a se proceder a obras de renovação, tendo sido prevista a disponibilização de transportes alternativos. Estas obras de renovação contemplaram a electrificação e renovação das vias, construção de passagens desniveladas e beneficiação de estações, tendo sido levadas a cabo nos troços entre Bombel, Vidigal, Casa Branca e Évora, totalizando aproximadamente 60 quilómetros; o valor deste investimento supera os 48 milhões de euros. Este troço foi reaberto a 24 de Julho de 2011.

## Leitura recomendada
- ANTUNES, J. A. Aranha;  et al. (2010). 1910-2010: o caminho de ferro em Portugal. Lisboa: CP-Comboios de Portugal e REFER - Rede Ferroviária Nacional. 233 páginas. ISBN 978-989-97035-0-6
- CERVEIRA, Augusto; CASTRO, Francisco Almeida e (2006). Material e tracção: os caminhos de ferro portugueses nos anos 1940-70. Col: Para a História do Caminho de Ferro em Portugal. 5. Lisboa: CP-Comboios de Portugal. 270 páginas. ISBN 989-95182-0-4
- VILLAS-BOAS, Alfredo Vieira Peixoto de (2010) [1905]. Caminhos de Ferro Portuguezes. Lisboa e Valladollid: Livraria Clássica Editora e Editorial Maxtor. 583 páginas. ISBN 8497618556